# Pietro Arcari
Pietro Arcari (Casalpusterlengo, Provincia de Lodi, Italia, 2 de diciembre de 1909 - Cremona, Provincia de Cremona, Italia, 8 de febrero de 1988) fue un futbolista y director técnico italiano. Se desempeñaba en la posición de delantero.

## Participaciones en Copas del Mundo
| Mundial      | Sede   | Resultado |
| ------------ | ------ | --------- |
| Mundial 1934 | Italia | Campeón   |

## Clubes

### Como futbolista
| Club            | País   | Año       |
| --------------- | ------ | --------- |
| A. C. Codogno   | Italia | 1927-1929 |
| A. C. Milan     | Italia | 1930-1936 |
| Génova C. F. C. | Italia | 1936-1939 |
| U. S. Cremonese | Italia | 1939-1942 |
| S. S. C. Napoli | Italia | 1942-1943 |
| Vastese Calcio  | Italia | 1944      |
| A. C. Codogno   | Italia | 1945-1946 |

### Como entrenador
| Club          | País   | Año       |
| ------------- | ------ | --------- |
| A. C. Codogno | Italia | 1947-1949 |

## Palmarés

### Como futbolista

#### Campeonatos nacionales
| Título      | Club            | País   | Año     |
| ----------- | --------------- | ------ | ------- |
| Copa Italia | Génova C. F. C. | Italia | 1936-37 |
| Serie C     | U. S. Cremonese | Italia | 1941-42 |

#### Copas internacionales
| Título                 | Club                | País   | Año  |
| ---------------------- | ------------------- | ------ | ---- |
| Copa Mundial de Fútbol | Selección de Italia | Italia | 1934 |